# RadASM
RadASM — бесплатная среда разработки программного обеспечения для ОС Windows и не только, изначально предназначенная для написания программ на языке ассемблера.
Имеет гибкую систему файлов настроек, благодаря чему может быть использована как среда разработки программного обеспечения на высокоуровневых языках,
а также документов, основанных на языках разметки.
Создана программистом Ketil Olsen (KetilO).

## Возможности
- Подсветка синтаксиса
- Хорошая интеграция справочной системы
- Проекты (собственный .rap формат)
- Редактор ресурсов
- Поддержка команд Make
- Окно вывода
- Поддержка отладки программ
- Полная настройка IDE
- Макросы, шаблоны, поддержка сниппетов и текстовых ссылок
- Поддержка плагинов
- Примеры использования
- Есть возможность настроить под другие языки программирования

## Поддерживаемые ассемблеры и компиляторы
- MASM
- FASM
- NASM
- TASM
- GoAsm
- FreeBASIC (GAS)

Тестируется
- MCS-51
- AVR

## Альтернативные IDE для ассемблера
- Fresh
- AsmEdit
- WinAsm Studio
- EasyCode
- SASM